# Maria Rich
Maria Rich (født 25. juni 1973) er en dansk skuespillerinde som er kendt for sine roller både på teater, i tv og film.

## Uddannelse og karriere
Maria Rich blev uddannet fra skuespillerskolen ved Odense Teater i 1999.
I 1999 fik hun sin teater-debut på teatret Svalegangen i Århus med forestillingen "Killer Joe".
I 2000 flyttede Maria Rich tilbage til København og har arbejdet gennem årene på alle de københavnske scener fra Cafe Teatret, Mammutteatret til Det Kongelige Teater osv.
I 2002 fik hun sin film-debut med filmen "Små Ulykker". Filmen var improviseret frem af skuespillerne. Ved Berlinalen i 2002 vandt filmen prisen: Der Blaue Engel og Maria Rich blev udråbt til Shooting Star.
I 2003 fik hun en Talent Reumert for sin arbejde i forestillingen "Kærlighedbarnet Ifigenia" på Kalidoskop.
Maria Rich har sit eget teater: teaterRICH og med støtte fra bl.a. statens scenekunstudvalg har hun produceret/skrevet og spillet flere teaterforstillinger.
Fra 2007 - 2015 var Maria Rich ansat i ensemblet på Mungo Park i Allerød. Her var hun med i en gylden periode, hvor Mungo Park oplevede stor publikumssucces. Maria Rich var medskaber på i alt ti forskellige forestillinger på teatret der i blandt de to Reumertprisvindende forestillinger: "Kvinde kend din krop" 2011 og "Boys dont cry" 2014.
I 2016 vandt hun en Reumert som Årets bedste kvindelige ensemblespiller for sin barbie-zombie i forestillingen "Living Dead" på teater S/H og Århus Teater.
I 2018 fik Maria Rich sit folkelige tv-gennembrud på DR i rollen som bankdamen Anna Berg Hansen i 3. sæson af serien Bedrag.
I 2019 blev Maria Rich belønnet med Lauritz Fondens Wauw-pris for hendes overbevisende præstation som karakteren Anna Berg Hansen i Bedrag III.
I 2020 blev Bedrag III hædret i Danmarks Filmakademi med en Robert for bedste Tv-serie og Personligt vandt Maria Rich en Robert i kategorien: Bedste kvindelige tv-serie hovedrolle for sin unikke præstion.
I 2021 flyttede hun med hele familien til Færøerne i 4 måneder for at indspille den første TV-serie, der nogensinde er lavet på øerne. “Trom” en krimiserie hvor Maria Rich spillede efterforskningsleder i Thorshavn politi Karla Mohr.  Ulrich Thomsen der spillede den anden hovedrolle journalist Hannis Martinson. I øvrigt på rollelisten var et færøsk cast her i blandt Oluf Johannesen. “Trom” vises Viaplay i 2022, men er solgt til det meste af Europa. 

## Priser
- Shooting star - "Små Ulykker" (2002)
- Reumerts talentpris - "Kærlighedbarnet Ifigenia" (2003)
- Karen Bergs mindelegat (2014)
- Reumert Årets kvindelige ensemblespiller i "Living Dead" (2016)
- Karen Bergs mindelegat (2019)
- Wauw - prisen uddelt af Lauritz Fonden (2019)
- Robert for bedste kvindelige tv- hovedrolle (2020)

## Film
- Små ulykker (2002)
- Baby (2003)

## Tv-serier
- Sommer (2008)
- Banken, sæson 1 og 2 (2014)
- Bedrag III (2019)
- Trom (2022)

## Teaterforestillinger
- 2022 Animal Farm instrueret af Elisa Kragerup på Betty Nansen Teatret
- 2021 Vi de 1% af Tue Biering på Revolver, Østerbro Teater
- 2019 Stå Fast instrueret af Kamilla Wargo Breikling på Det Kongelige Teater.
- 2019 Mixdouble. instrueret af Stine Schrøder Jensen på det kongelige teater
- 2018 Ankomst. Afsked. instrueret af Jens Albinus på Husets Teater
- 2018 Maria og Mohamed instrueret af Daniel Wedel på teaterRICH / GROB
- 2017 Vi er Verden instrueret af Tue Biering på Teater Sort/Hvid
- 2016 Living Dead instrueret af Christian Lollike på Teater Sort/Hvid
- 2016 Takt og Tone instrueret af Kamilla Wargo Brekling på Rialto Teatret
- 2016 Det store juleterapishow instrueret af Victor Tjerneld på Rialto Teatret
- 2016 Lokalekspeditionen instrueret af Erik Pold på Rialto Teatret
- 2015 Lille mand hvad nu? instrueret af Martin Lyngbo på Mungo Park
- 2014 Boys Don ́t Cry instrueret af Anders Lundorph på Mungo Park/Eventministeriet
- 2014 Rumble in The Jungle instrueret af Martin Lyngbo på Mungo Park
- 2014 Vi skal bygge en zoologiskhave instrueret af Stine Schrøder Jensen på Mungo Park
- 2012 Bo Bedre instrueret af Charlotte Munksø på Mungo Park
- 2010 Kvinde Kend Din Krop instrueret af Kamilla Wargo Brekling på Mungo Park
- 2010 Kære Osama instrueret af Thomas Corneliussen på TeaterRICH/Får302
- 2010 Et andet sted instrueret af Martin Lyngbo på Mungo Park
- 2009 Hjorten instrueret af Vivian Nielsen på TeaterRICH/Sorte Hest
- 2008 Spasser Hund Kanin instrueret af Martin Lyngbo på Mungo Park
- 2008 Den Allersidste Dans instrueret af Petrea Søe på Mungo Park
- 2008 Sandholm instrueret af Moqi Trolin på Mungo Park
- 2008 Det Lille Hus på Grønland instrueret af Daniel Wedel på Bådteatret
- 2007 Mandela instrueret af Rolf Heim på Bådteatret
- 2007 Sandbarnet instrueret af Kirsten Dehlholm, Hotel Pro Forma
- 2007 Babelstorm instrueret af Poul Storm på Kanonhallen/Opus X
- 2006 The End instrueret af Erik Pold på LiminalDK/Den 2. Opera
- 2005 San Diego instrueret af Mikkel H. M.-Hansen på Det Kgl. Teater
- 2005 Camping instrueret af Emmet Feigenberg på Kaleidoskop
- 2004 Løgnerne instrueret af Martin Tulinius på Kaleidoskop
- 2004 Himmelhund instrueret af Gertz Feigenberg på Café Teateret
- 2003 Søvngænger instrueret af Emmet Feigenberg på Får 302
- 2002 Kærlighedsbarnet Ifigenia instrueret af Vivian Nielsen på Kaleidoskop
- 2001 I hired a contract Killer instrueret af Anders Paulin på Mammutteateret
- 1999 Killer Joe instrueret af Malte C. Lind på Svalegangen

## Manuskripter
- 2010 Kære Osama - en teatermonolog frit efter Chris Cleaves roman: Incentdary
- 2011/13 I Hegnet - diverse tekster til radio/tv-satire på DR